# Иллирийское королевство
Иллири́йское Короле́вство — административная единица Австрийской империи с 1816 до 1849 года.
Административным центром королевства был Лайбах (немецкое название Любляны). Оно включало западную и центральную часть современной Словении, нынешнюю австрийскую федеральную землю Каринтию и некоторые территории в северо-западной Хорватии и северо-восточной Италии (области Триест и Гориция).

## История
Иллирийское Королевство было образовано после окончания Наполеоновских войн, когда территория прежних Иллирийских провинций, в 1809—1813 годах принадлежавших Первой Французской империи, снова вошла в состав Австрийской империи. Юридические и административные реформы, проведенные французскими властями, значительно изменили административную структуру этих территорий, и австрийские власти решили, что будет лучше оставить большинство из них отдельными административными единицами, делая возможным их постепенное вхождение в австрийские юридическую, судебную и административную системы.
Иллирийское Королевство было официально образовано в 1816 году. В первое время оно включало в себя как территорию в Словенских землях, так и территорию Королевства Хорватии. Однако уже в начале 20-х годов XIX века преднаполеоновское Королевство Хорватии и Славонии было восстановлено. В него также были включены территории, являвшиеся частью Иллирийского Королевства. Таким образом, с этого времени в Иллирийское Королевство входили следующие области: герцогство Каринтия, герцогство Карниола и Австрийское Приморье.
В 1848 году во время «Весны Народов» словенцы выдвинули предложение включить Нижнюю Штирию в состав Иллирийского Королевства, чтобы объединить большинство словенских земель в единую административную единицу и воплотить в жизнь идею объединенной Словении. Питер Козлер спроектировал карту увеличенного Иллирийского Королевства, которая позже стала важным национальным символом словенского национального пробуждения. Предложение, однако, было отклонено. В 1849 году Иллирийское Королевство прекратило существовать как отдельная административная единица, и старые территории Каринтии, Карниолы и Австрийского Приморья были снова восстановлены. Подобное административное устройство просуществовало вплоть до 1918 года.